# دریاچه وایلی
دریاچه وایلی (انگلیسی: Lake Wylie) دریاچه‌ای در کارولینای جنوبی است.